# Els nois han tornat
Els nois han tornat (títol original en francès, Chacun chez soi) és una pel·lícula de comèdia francesa de 2021. És la segona pel·lícula dirigida per Michèle Laroque. Va comptar amb 157.496 espectadors. S'ha doblat i subtitulat al català.

## Repartiment
- Michèle Laroque: Catherine
- Stéphane de Groodt: Yann
- Alice de Lencquesaing: Anna
- Olivier Rosemberg: Thomas
- Lionel Abelanski: Blanchard
- Oriane Deschamps: Mathilde
- Laurence Bibot: Mylène
- Hichem Yacoubi: Abdel